# Dubyschtsche
Dubyschtsche (ukrainisch Дубище; russisch Дубище Dubischtsche, polnisch Dubiszcze) ist eine Siedlung städtischen Typs in der Ukraine mit etwa 1900 Einwohnern. Sie liegt in der Oblast Wolyn im Rajon Luzk am rechten Ufer des Styrs. Das Rajonszentrum Roschyschtsche ist etwa sechs Kilometer südwestlich gelegen, die Oblasthauptstadt Luzk etwa 20 Kilometer südlich.
Am 12. Juni 2020 wurde das Dorf ein Teil neu gegründeten Stadtgemeinde Roschyschtsche; bis dahin bildete sie die Siedlungsratsgemeinde Dubyschtsche (Дубищенська селищна рада/Dubyschtschenska selyschtschna rada) im Südosten des Rajons Roschyschtsche.
Am 17. Juli 2020 wurde der Ort Teil des Rajons Luzk.

## Geschichte
Der Ort wurde um 1322 zum ersten Mal schriftlich erwähnt und lag als Dubiszcze bis 1795 als Teil der Adelsrepublik Polen-Litauen in der Woiwodschaft Wolhynien. Danach kam es zum neugegründeten Gouvernement Wolhynien als Teil des Russischen Reiches.
Nach dem Ende des Ersten Weltkriegs wurde der Ort ein Teil der Zweiten Polnischen Republik (Woiwodschaft Wolhynien, Powiat Łuck, Gmina Rożyszcze). Infolge des Hitler-Stalin-Pakts besetzte die Sowjetunion das Gebiet. Nach dem deutschen Überfall auf die Sowjetunion 1941 war der Ort bis 1944 unter deutscher Herrschaft, kam dann nach dem Zweiten Weltkrieg wieder zur Sowjetunion und wurde in die Ukrainische SSR eingegliedert. 1982 begann man mit dem Bau von geplanten Wohnsiedlungen für die Arbeiter der Geflügelfarmen in der Umgebung, 1991 kam die Siedlung zur neu entstandenen Ukraine, danach kam es auf der Grundlage eine Beschlusses vom 28. August 1990 bis 1995 zu einer großen Umsiedlungsaktion der Bewohner aus den verstrahlten Gebieten der Nuklearkatastrophe von Tschernobyl, bedingt durch das starke Wachstum des Ortes wurde Dubyschtsche 1992 der Status einer Siedlung städtischen Typs zuerkannt.